# Paul Gygli
Paul Gygli (* 27. Januar 1909 in Langnau im Emmental; † 10. Juni 1992 in Bern; heimatberechtigt in Utzenstorf) war ein Schweizer Jurist und Berufsoffizier. Er war Generalstabschef der Schweizer Armee von 1965 bis 1971.

## Leben
Gygli war der Sohn eines Notars und besuchte zwei Semester lang die Landwirtschaftliche Schule in Rütti in der Gemeinde Zollikofen. Danach studierte er Rechtswissenschaften an der Universität Bern und wurde 1932 promoviert. Er war Mitglied der Studentenverbindung Helvetia.
Von 1934 bis 1951 arbeitete er als Instruktionsoffizier bei der Artillerie. Er wurde 1941 Generalstabsoffizier. In den Jahren 1952 bis 1955 war er als Militärattaché in London tätig, danach hatte er verschiedene Kommandos inne. Unter anderem war er von 1958 bis 1961 Kommandant der 7. Division, von 1962 bis 1963 der Mechanisierten Division 11 und 1964 des Feldarmeekorps 4.
1964 berief ihn der Bundesrat zum Generalstabschef in der Hoffnung, das durch die Mirage-Affäre beeinträchtigte Vertrauen der Bevölkerung zurückzugewinnen. Unter Gyglis Führung wurden verschiedene moderne Waffensysteme beschafft. Dazu gehören der Panzer 68 und das Flugabwehrsystem Florida.
Im Jahr 1971 nahm Gygli  nach seinem Rücktritt als Generalstabschef Einsitz in den Verwaltungsrat der Oerlikon-Bührle AG. Von 1981 bis 1985 war er Präsident der Schweizerischen Vereinigung für Militärgeschichte und Militärwissenschaft.